# Mobb music
Mobb Music (рус. Моб мьюзик), также известный как Mobb (рус. Моб) — стиль хип-хопа Западного побережья, который возник в районе залива Сан-Франциско в конце 1980-х годов. Как и в случае с другими стилями направления, звук основан на мелодиях из фанк музыки (чаще всего именно из психоделического фанка), но от других поднаправлений его отличает более размеренный тон, маленький упор на синтезаторы и задействование духовых инструментов. В мобе также представлены другие басы, которые звучат менее глубже. Используется гораздо больше отсылок на творчество Parliament-Funkadelic. Иногда даже имеются элементы звука, создаваемые драм-машиной Yamaha RY-30. Текста чаще всего посвящаются уличной жизни. Мобб послужил фундаментом для возникновения наиболее каноничного джи-фанка, потенциал которого раскрыла группа Above the Law.
Наиболее знаменитыми битмейкерами в рамках Mobb Music являются такие продюсеры, как Mike Mosley, Sean T, One Drop Scott, Cellski, Ant Banks, JT the Bigga Figga, DJ Darryl, Khayree, Rick Rock и Studio Tone. Рэперы из Северной Калифорнии, такие как E-40, B-Legit, Suga-T, D-Shot, Too $hort, Mac Dre, San Quinn, The Luniz, Yukmouth, Numskull, RBL Posse, Ceaese, Dru Down, Mac Mall, Celly Cel, C-Bo, JT the Bigga Figga, 11/5, Cold World Hustlers, 3x Krazy, UDI, Guce и Spice 1, являются наиболее известными из тех, кто внес вклад в развитие этого поднаправления.